# شيلدون تورنر
شيلدون تورنر (بالإنجليزية: Sheldon Turner)‏ هو كاتب سيناريو أمريكي، ولد في القرن العشرين.

## وصلات خارجية
- شيلدون تورنر على موقع IMDb (الإنجليزية)
- شيلدون تورنر على موقع قاعدة بيانات الأفلام السويدية (السويدية)
- شيلدون تورنر على موقع قاعدة بيانات الفيلم (الإنجليزية)